# David Hopkin
David Isaac Hopkin (Greenock, 21 augustus 1970) is een Schots voetbalcoach en voormalig betaald voetballer die doorgaans als offensieve middenvelder speelde. Hij was profvoetballer van 1989 tot 2003. Hopkin verzamelde 7 caps voor het Schots voetbalelftal.

## Clubcarrière
Hopkin begon zijn loopbaan in eigen regio bij Greenock Morton. In 1992 werd hij aangetrokken door Premier League-club Chelsea, waarvoor hij vervolgens in drie seizoenen tot 41 competitiewedstrijden zou komen. In 1995 verkaste Hopkin naar toenmalig tweedeklasser Crystal Palace, waar hij een onvergetelijke indruk naliet met 38 doelpunten uit 83 competitiewedstrijden. Hopkin zette zijn carrière terug op de rails, nadat hij een woelige periode beleefde bij Chelsea. Hij versierde een transfer naar Premier League-club Leeds United. Tussen 1997 en 2000 was Hopkin geregeld een vaste waarde, maar uiteindelijk kreeg hij het moeilijk om zich staande te houden in de basiself.
Onder leiding van trainer David O'Leary verloor Hopkin definitief zijn basisplaats. Hopkin speelde 73 competitiewedstrijden voor Leeds United en scoorde zes doelpunten. Hij verliet Elland Road in 2000 en tekende een contract bij Premier League-club Bradford City. Bradford City betaalde £ 2.500.000,- voor hem aan Leeds United. Anders dan met Leeds United vocht de Schot met Bradford City tegen degradatie uit de Premier League, wat een vergeefse operatie werd. In mei 2001 degradeerde Hopkin met Bradford City naar de Football League First Division (tegenwoordig de Football League Championship). Na de degradatie keerde Hopkin terug naar Crystal Palace en bleef actief in de tweede afdeling. Hopkin speelde 29 competitiewedstrijden en scoorde vier doelpunten, waarna hij Selhurst Park opnieuw verliet en terugkeerde naar de heimat.
Hopkin, met representatieve rode haarkleur, sloot zijn loopbaan af waar hij die begon, bij Greenock Morton.

## Trainerscarrière
Hopkin ambieerde na zijn actieve carrière een loopbaan als trainer. Hij was trainer ad interim van zijn jeugdclub Greenock Morton in 2003. Tien jaar later werd Hopkin dat opnieuw. Twee jaar later, in 2015, werd Hopkin aangesteld als trainer van het Schotse Livingston. In 2018 promoveerde hij met de club naar de Scottish Premiership. Van 2018 tot 2019 was hij de coach van de Engelse League One-club Bradford City, waar hij zelf ooit speelde. Op 25 februari 2019 nam Hopkin ontslag.
Hopkin werd op 15 mei 2019 opnieuw trainer van zijn jeugdclub Greenock Morton.